# Filip Jagiełło
Filip Jagiełło (Lubin, 8 augustus 1997) is een Pools voetballer die doorgaans als offensieve middenvelder speelt voor Lech Poznań. Hij tekende in januari 2019 een contract tot medio 2023 bij Genoa CFC, dat circa €1.200.000,- voor hem betaalde aan Zagłębie Lubin.

## Clubcarrière
Jagiełło werd geboren in Lubin en is een jeugdproduct van Zagłębie Lubin. Op 15 december 2013 debuteerde hij in de Poolse Ekstraklasa tegen Ruch Chorzów. Begin juni 2014 werd hij door diverse media gelinkt aan een eventuele transfer naar AFC Ajax. Een overgang bleef echter uit en Jagiełło groeide uit tot vaste waarde op het middenveld van de Poolse ploeg.
Op 31 januari 2019 tekende Jagiełło een contract tot medio 2023 bij Genoa CFC, dat hem het seizoen op huurbasis liet afmaken in Polen. De Italiaanse club betaalde circa €1.200.000,- voor hem. In oktober 2020 werd hij verhuurd aan Brescia Calcio, dat net was gedegradeerd uit de Serie A.
Op 17 januari 2024, werd Jagiełło verhuurd aan Spezia.
Jagiełło tekende een contract op 12 augustus 2024 bij Lech Poznań tot 2027.

## Interlandcarrière
Jagiełło kwam uit voor diverse Poolse nationale jeugdelftallen. In 2018 debuteerde hij in Polen –21.
1 Andrenacci ·
3 Huard ·
4 Adorni ·
5 Van de Looi ·
6 Fares ·
7 Birkir ·
8 Ndoj ·
9 Bianchi ·
11 Moncini ·
12 Lezzerini ·
14 Mangraviti ·  
15 Cistana ·  
16 Rivieira ·
18 Jallow ·
19 Tonini ·
20 Nuamah ·
21 Fogliata ·
22 Cortese ·
23 Galazzi ·
24 Dickmann ·
25 Bisoli  ·
26 Bertagnoli ·
27 Olzer ·
29 Borrelli ·
30 Pace ·
32 Papetti ·
39 Besaggio ·
Coach: Gastaldello